# Oulhaça El Gheraba
Oulhaça El Gheraba è un comune dell'Algeria, situato nella provincia di ʿAyn Temūshent.